# Andrew Browne Cunningham
Sir Andrew Browne Cunningham, 1. vikont Cunningham hindhopški, britanski admiral, * 7. januar 1883, † 12. junij 1963.

## Življenjepis
Cunningham se je proslavil kot eden največjih pomorskih poveljnikov, saj je pod njegovim vodstvom (1939–1943) sredozemsko ladjevje premagalo italijansko pri Tarantu, rtu Matapan in rtu Syrte. Zaradi svojih zaslug je bil 1943 imenovan za Prvega morskega lorda in člana komiteja načelnikov generalštabov.
Andrew Browne je brat generala Alana Gordona Cunninghama.